# Galanthus fosteri
Galanthus fosteri, libanesisk snödroppe, är en amaryllisväxtart som beskrevs av John Gilbert Baker. Galanthus fosteri ingår i släktet snödroppar, och familjen amaryllisväxter. Inga underarter finns listade i Catalogue of Life. I det vilda återfinns arten från centrala Turkiet till Jordanien. Den är tveksamt härdig i Sverige, men har återfunnits förvildad på Öland. 